# Balázs Zsolt (labdarúgó, 1956)
Balázs Zsolt (Balassagyarmat, 1956. június 14. –) labdarúgó, kapus, edző.

## Pályafutása
Tizenöt évesen kezdet futballozni Salgótarjánban. A Salgótarján csapatában mutatkozott be az élvonalban 1977. június 11-én a Bp. Honvéd ellen, ahol csapata 6–0-s vereséget szenvedett. 1977 nyarán az NB III Balassagyarmat játékosa lett. A katonaság alatt a Honvéd Szabó Lajos SE-ben szerepelt. 1981 és 1988 között a Zalaegerszegi TE együttesében szerepelt. Legjobb bajnoki eredménye két negyedik helyezés volt. Részese volt az 1988 májusi ZTE-Rába ETO mérkőzéssel kapcsolatos vesztegetésnek. Ezért a rendőrség megrovásban részesített, az MLSZ 1989 március végéig eltiltotta. 1988 és 1989 között a Rába ETO labdarúgója volt. Utolsó élvonalbeli mérkőzésen a Vasas csapatától 1–0-s vereséget szenvedett csapata. Pályafutását a Zalaegerszegben zárta az NB II-ben.

## Sikerei, díjai
- Magyar bajnokság
  - 4.: 1984–85, 1985–86